# Scytomedes haemorrhoidalis
Scytomedes haemorrhoidalis là một loài ruồi trong họ Asilidae. Scytomedes haemorrhoidalis được Fabricius miêu tả năm 1794.